# 西宮北道路
西宮北道路（にしのみやきたどうろ）は、兵庫県西宮市越水字社家郷山から同市山口町船坂までの、西宮市北部と中心部を結ぶ道路である。

## 概要
兵庫県道82号大沢西宮線の船坂峠部分を盤滝トンネルにより結んでおり、1991年（平成3年）3月25日に供用開始された。管轄は兵庫県道路公社。
また、南伸区間が2004年（平成16年）3月27日より供用開始されている。この区間は当初、開通区間の開通以来阪神間北部や北神地域の開発が進み、当初の予想交通量を大きく上回る交通量があったため、有料道路より約1km南側に位置する甲寿橋交差点等がボトルネックとなり慢性的な交通渋滞がたびたび発生していた。これを解消するために、有料区間と接続する甲寿橋交差点の立体交差化や現道の一部区間について道路線形改良等の南伸事業が進められて開通したものである。
通行料金は、当初の2021年から前倒しした2018年3月の無料化実施を基本とすることが兵庫県から発表され、2018年4月1日に無料開放された。
無料開放された現在でも、有料時代と同じく、原付は通行可である一方、自転車・歩行者は通行不可である。

### 有料道路時代の通行料金
ETCを設置すると無料化延期につながることからETCには当初から対応しておらず、支払いは現金のみであった。なお、料金所は市北部に向かう車にとっては出口、市中心部に向かう車にとっては入り口にあたるトンネルの北側（山口町船坂側）にあった。現在は料金所設備は完全に撤去されている。
参考に、以下に有料道路時代の料金を記載する。11回券・60回券・100回券の回数券も発売されていた。
- 普通車：250円
- 大型車I：400円
- 大型車II：900円
- 軽自動車等：200円
- 軽車両等：30円

## 周辺
- 有馬温泉
- 六甲山
- 甲山森林公園
- 北山緑化植物園
- 兵庫県立西宮甲山高等学校